# Zloupotreba i kontrola humanitarnih organizacija
Pod humanitarnim radom smatra se svaki rad koji se čini u cilju pomaganja drugima, pri čemu se ne stiče nikakva materiajlna korist. Suština humanitarnog rada je osećaj moralne satisfakcije. Ovom vrstom aktivnosti mogu se baviti svi, bez obzira na starost, pol, nacionalnu pripadnost, religiju....
U Srbiji postoji dosta humanitarnih organizacija, iako se tačan broj ne zna, koje se javljaju u obliku: fondova, fondacija, zadužbina, humanitarnih nevladinih organizacija (NVO), itd.

### Vrste humanitarnih organizacija
- Humanitarni fond označava materijalna sredstva, u novcu ili u stvarima, koja se prikupljaju za ostvarivanje precizno određenog cilja. Osnivač fonda može da bude preduzeće, ustanova ili drugo pravno lice, grupa građana, ili pojedinac, pri čemu upravljanje imovinom obavlja osnivač ili kolegijalni organ organizcije kojoj je, po volji osnivača, fond predat na upravljanje.[1]
- Fondacija, jeste pravno lice bez članova i osnovne imovine koje je osnovano radi dobročinog ostvarivanja opštekorisnog cilja koji nije zabranjen Ustavom ili zakonom.
- Zadužbina jeste pravno lice bez članova kojem je osnivač namenio određenu imovinu (osnovna imovina) radi dobročinog ostvarivanja opštekorisnog cilja ili privatnog interesa, odnosno cilja koji nije zabranjen Ustavom ili zakonom.
- Nevladine organizacije su u osnovi samoupravna tela koja funkcionišu na bazi volonterskog rada i koja samim tim ne podležu rukovođenju od strane državnih organa vlasti. Pojmovi koji se upotrebljavaju za opis NVO-a u domaćem zakonu mogu da budu različiti, a obuhvataju udruženja, dobrotvorne ustanove, fondacije, fondove, neprofitne korporacije, društva i trustove. Ne uključuju tela koja deluju kao političke stranke.

U Krivičnom zakoniku RS su definisane reazličite kazne za različite iznose učinjene štete usled zloupotrebe humanitarnih organizacija. Ukoliko se uzme u obzir da se na sredstva koje ove organizacije stiču ne plaća porez, dolazi se do zaključka da to ostavlja prostora za različite malverzacije koje se tiču utaje poreza. To predstavlja odličan zaklon za one koji pored neke humanitarne organizacije poseduju i privatnu firmu.
Pored toga dešavaju se i tzv. posluge, gde se novac organizacije ‚‚pozajmljuje’’ na određeni period kako bi se pribavila lična korist.
Neki od primera zloupotreba humanitarnih organizacija su slučaj Stajkovac, Slučaj Vladike Artemija, slučaj Katarine Rebrače, itd..

#### Slučaj Stajkovac
Bivši predsednik Upravnog odbora Dečje klinike u Beogradu Boris Stajkovac uhapšen je 3. marta 2009. godine zbog sumnje da je kao vlasnik ‚‚Media Maks’’ utajio oko 12 miliona dinara poreza. Satjkovac je osumljičen da je utajio porez u periodu od 2006. do kraja 2008. godine. Preduzeće za marketing ‚‚Media Max’’ saopštilo je da su tvrdnje o utaji poreza neosnovane.
Izveštajem poreske policije utvrđeno je da je Stajkovac zajedno sa Mišom Stojanovićem „lažno prikazao nabavku dobara i vršenje usluga firme ‚‚Medija maks" u iznosu od 7.455.899 dinar i na taj način izbegao plaćanje poreza na dodatu vrednost u iznosu od 1.147.399,09 dinara."
Stajkovac je u poslovnim knjigama svog preduzeća lažno prikazao vršenje usluga na osnovu računa koje je on kao fizičko lice izdao, i to u ukupnom iznosu od 6.907.720 dinara, pa je na taj način izbegao plaćanje poreza na dodatu vrednost u ukupnom iznosu od 1.053.762 dinara. Takođe, utvrđeno je da je Stajkovac u nameri da u potpunosti izbegne plaćanje poreza po odbitku na 20.985.732 dinara, on taj iznos prikazao kao trošak poslovanja. Te pare je sebi i saradnicima podelio kao plate, čime je izbegao plaćanje poreza na dohodak građana u iznosu od 3.997.261 dinara.
Boris Stajkovac razrešen je dužnosti predsednika Upravnog odbora Univerzitetske dečje klinike dva dana pošto je uhapšen. Međutim, nije reč o razrešenju sa dužnosti zbog sumnje da je utajio porez, kako piše u krivičnoj prijavi protiv njega, već o redovnoj smeni upravnih i nadzornih odbora u 21 zdravstvenoj instituciji za koje je nadležna Vlada Srbije.
Prvo osnovno javno tužilaštvo u Beogradu 23. septembra 2010. godine podiglo je optužnicu protiv Borisa Stajkovca, zbog sumnje da je zajedno sa suprugom Milicom i saučesnicima utajio skoro tri miliona dinara (šteta četiri puta manja od one za koju se u početku teretio).
Proces koji se vodi protiv Borisa Stajkovca još uvek je u toku.

#### Slučaj Vladike Artemija
Prema Izveštaju druge komisije Sinoda, u Eparhiju raško-prizrensku je, ne računajući priloge SPC-a i vernika pojedinačno, od ministarstava za Kosovo i Metohiju i vera u periodu od 2003. do 2009. godine dobijeno oko 3,5 miliona evra za građevinske radove. Ovde nisu uključena redovna sredstva za pomoć sveštenstvu i monaštvu od 50 miliona dinara godišnje, piše u optužnici SPC protiv episkopa Artemija.
Uvidom u blagajnu i blagajničku dokumentaciju utvrđeno je da je novac iz namenskih fondova eparhije po odobrenju Artemija i Simeona trošen nenamenski i to u velikim iznosima. Iz Fonda dobrovoljnih priloga isplaćena je gradnja objekata u drugoj eparhiji na Pločniku, kupovina vozila za manastir Banjska, zemljišta u Vrnjačkoj Banji. Iz fonda od prodaje automobila „Audi" plaćana je kirija za stan protojereja Simeona u Solunu.
Iz Fonda za obnovu porušenih crkava i manastira novac je isplaćivan na ruke Subotičkom, a kupljena je kuća u Sremčici od Veljka Sikirice. Iz ovog fonda plaćano je advokatu Malkomu Šou i lobističkoj kući „Venejbl" i Džemsu Džatrasu. Artemije je Džatrasa u aktu br. 28 od 23. januara 2007. Patrijarhu Pavlu prikazao kao „osvedočenog našeg prijatelja i saradnika u odbrani Kosova". Artemije je odobrio da se Džatrasu preko Nacionalne banke Grčke isplati 350.000 dolara, a preko Komercijalne banke uplaćeno mu je 400.000 dolara, dok je advokatu Zoranu Ristiću, na ime pravnih saveta, isplaćeno četiri hiljade evra.
Iz Fonda dobrovoljnih priloga iz inostranstva u 2004, 2008. i 2009. nenamenski je potrošeno oko 150.000 evra, dok za 2005-2007. nema podataka ni o iznosima priloga, a ni o trošenju. U Fond za obnovu porušenih crkava i manastira od 2004. do 2010. uplaćeno je 581.120 evra, a nenamenski je potrošeno 357.760 evra i to uglavnom za kuću Vladike Artemija u Sremčici, troškove za London, honorare advokatu u Strazburu (47.700 evra), vraćanje ličnih pozajmica episkopu Artemiju za gradnju Vladičanskog konaka i sl. U Humanitarni fond eparhije je od 2004. do 2010. sa raznih strana uplaćeno 220.511 evra, a nenamenski je potrošeno 38.597 evra. Prilozi u Fond za Kosovo i Metohiju od 2003. do 2010. od Vlade Srbije iznosili su 284.936 evra, a nenamenski je potrošeno 110.490 evra.
Maratonski proces koji se vodio protiv Vladike Artemija trajao je 10 godina, do njegove smrti, i krivica nije dokazana.

#### Dobrotvorni fond Katarina Rebrača
Osnovan je u maju 2006. godine, uz zvaničnu podršku Ministarstva zdravlja i Instituta za onkologiju i radiologiju Srbije. Osnovni cilj Fonda je borba protiv raka dojke u Srbiji.
Sve akcije fonda bile su organizovane uz punu podršku Skupštine grada, Gradskog sekretarijata za zdravlje, Fondacije nj.k.v. princeze Katarine, ali i mnogih drugih eminentnih ustanova u Srbiji.
Policija je počela da istražuje poslovanje Fondacije Katarine Rebrače nakon prijave koju je Institut za onkologiju i radiologiju Srbije u Beogradu podneo Ministarstvu zdravlja protiv Fondacije Katarine Rebrače.
Pripadnici Uprave kriminalističke policije i Policijske uprave za grad Beograd, u saradnji sa Višim javnim tužilaštvom u Beogradu, su 7. 4. 2010. uhapsili Katarinu Nikol Rebraču, vlasnicu modne agencije „K Models" i humanitarnog fonda koji nosi njeno ime.
Potom su uhapšene članice Upravnog odbora fonda Mirjana Hristić , koja je i odgovorno lice agencije „Top image" iz Beograda, i Slađana Mironija - osnivač te agencije, kao i Tatjana Babac - osnivač i odgovorno lice agencije „Impact Consulting" i Sandrina Bogunović Vagner - odgovorno lice agencije „Centar za kreativno domaćinstvo" iz Beograda zbog postojanja osnovane sumnje da su izvršile krivično delo zloupotrebe službenog položaja. Osumnjičena lica su u vremenskom periodu od marta 2006. do aprila 2010. godine protivpravno prisvojila novčana sredtva u iznosu od 37 miliona dinara, koja su na račun Dobrotvornog fonda „Katarina Rebrača" uplaćena od strane donatora radi edukacije i informisanja ženske populacije o prevenciji raka dojke. Uhapšene osobe su, uz krivičnu prijavu, privedene istražnom sudiji Višeg suda u Beogradu.
Katarina Rebrača zajedno sa svojom majkom Sandrinom Bogunovic Vagner je puštena iz pritvora 14.novembra 2010. nakon što je veće beogradskog Višeg suda prihvatilo predlog odbrane i kao zaštitnu meru oduzelo joj pasoš. Osim nje priliku da se brani sa slobode dobila je i Slađana Mironija, nakon što su u Okružnom zatvoru provele nešto više od 7 meseci.
Tokom čitavog procesa istrage Katarina je negirala krivicu tvrdeći da je sredstva Fonda koristila samo za potrebe humanitarne akcije. Proces koji se vodi protiv Katarine Rebrače još uvek je u toku.

### Kontrola rada humanitarnih organizacija
Mehanizmi kontrole rada humanitarnih organizacija u Srbiji ne postoje, kao ni tačan podatak koliko ovih organizacija ima kod nas.
Prema važećem zakonu iz 1989. godine, za kontrolu tokova novca ovih fondova zadužene su opštine na čijoj teritoriji su fondovi osnovani. Međutim u međuvremenu su mnogi zakoni, kao i Ustav, promenjeni, te tokove novca humanitarnih organizacija niko ne kontroliše.
- Agencija za privredne registre vodi evidenciju o broju udruženja građana u našoj zemlji, ali koliko se njih bavi humanitarnom delatnošću nije poznato, jer bi tu evidenciju trebalo da vodi Ministarstvo kulture[13].

Međutim, ni u Ministarstvu kulture nisu sigurni koliki je tačan broj humanitarnih fondacija u našoj zemlji, ali prema Zakonu o zadužbinama, fondacijama i fondovima iz 1989. rad humanitarnih fondacija kontroliše opština na kojoj je fondacija osnovana.
Ali, u vreme kada je donet ovaj zakon postojali su neki drugi organi opštinske samouprave, a u međuvremenu je menjan i Ustav i donošeni su mnogi drugi zakoni. Nadležnost za rad humanitarnih organizacija bi prema tome trebalo da kontroliše Gradski sekretarijat za kulturu.
Međutim, pošto još uvek nije donet zakon koji reguliše rad humanitarnih organizacija, a po važećem zakonu iz 1989. godine humanitarni fondovi se danas vode kao udruženja građana i regulisani su Zakonom o udruženjima građana. Pošto ne postoji jasno diferenciranje, stvara se mogućnost za malverzaciju.

## Literatura
1. „Fondacije, zadužbine i fondovi“, preuzeto 13. decembra 2010.
2. „Zakon o zadužbinama i fondacijama,“, član 2., 29. maj 2009, preuzeto 13.decembra 2010.
3. „Zakon o zadužbinama i fondacijama,“,član 2., 29. maj 2009, preuzeto 13.decembra 2010.
4. , preuzeto 13.decembra 2010.
5. „Zakon o zadužbinama i fondacijama,“,član 359. i čaln 364., 29. maj 2009, preuzeto 13.decembra 2010.
6. „Zakon o zadužbinama i fondacijama,“,član 7., 29. maj 2009, preuzeto 13.decembra 2010.
7. „Zakon o zadužbinama i fondacijama,“, član 365., 29. maj 2009, preuzeto 13.decembra 2010.
8. „Uhapšen Boris Stajkovac,“, 14. decembar 2010, preuzeto 13.decembra 2010.
9. „Utajio 12 miliona dinara poreza: UHAPŠEN STAJKOVAC,“[мртва веза], 4. mart 2009, preuzeto 13.decembra 2010.
10. „Smenjen Boris Stajkovac,“, 17. mart 2009, preuzeto 13. decembra 2010
11. „Optužnica protiv Stajkovca zbog utaje tri miliona dinara,“, 24. septembar 2009, preuzeto 13. decembra 2010
12. „Trošenje para crkve i naroda (Kompletan tekst optužnice),“ Архивирано на веб-сајту  (10. јун 2010), 7. jun 2010, preuzeto 13. decembra 2010
13. „Tokovi novca humanitarnih organizacija bez kontrole,“ K. Živanović, M. D. Milikić, 10. april 2010, preuzeto 13. decembra 2010
14. „Uhapšena Katarina Rebrača," preuzeto 14. decembra 2010.
15. Uhapšena Katarina Rebrača!"[мртва веза]Lj.Račić, 8. april 2010, preuzeto 14. decembra 2010
16. „Uhapšena Katarina Rebrača", 7. april 2010, preuzeto 14. decembra 2010
17. „Uhapšena Katarina Rebrača", 7. april 2010, preuzeto 14. decembra 2010
18. „Katarina Rebrača puštena iz pritvora", 15. novembar 2010, preuzeto 14. decembra 2010
19. "Rebrača negira krivicu", 15. novembar 2010, preuzeto 14. decembra 2010

## Spoljašnje veze
- „Parlament Republike Srbije,“
- „Ministarstvo zdravlja,"
- „Institut za onkologiju i radiologiju Srbije,"
- „Agencija za privredne registre,“
- „Fondacija nj.k.v princeze Katarine,"
- „Dnevne novine Press,“ Архивирано на веб-сајту  (12. децембар 2010)
- „Dnevne novine Politika,“
- „Dnevne novine Naslovi,“
- „Radio televizija Srbije,“
- „Dnevne novine Večernje novosti,“
- „Dnevne novine Blic,“
- „VESTIonline,"
- „Onlajn novine,"